# Kotelní jámy

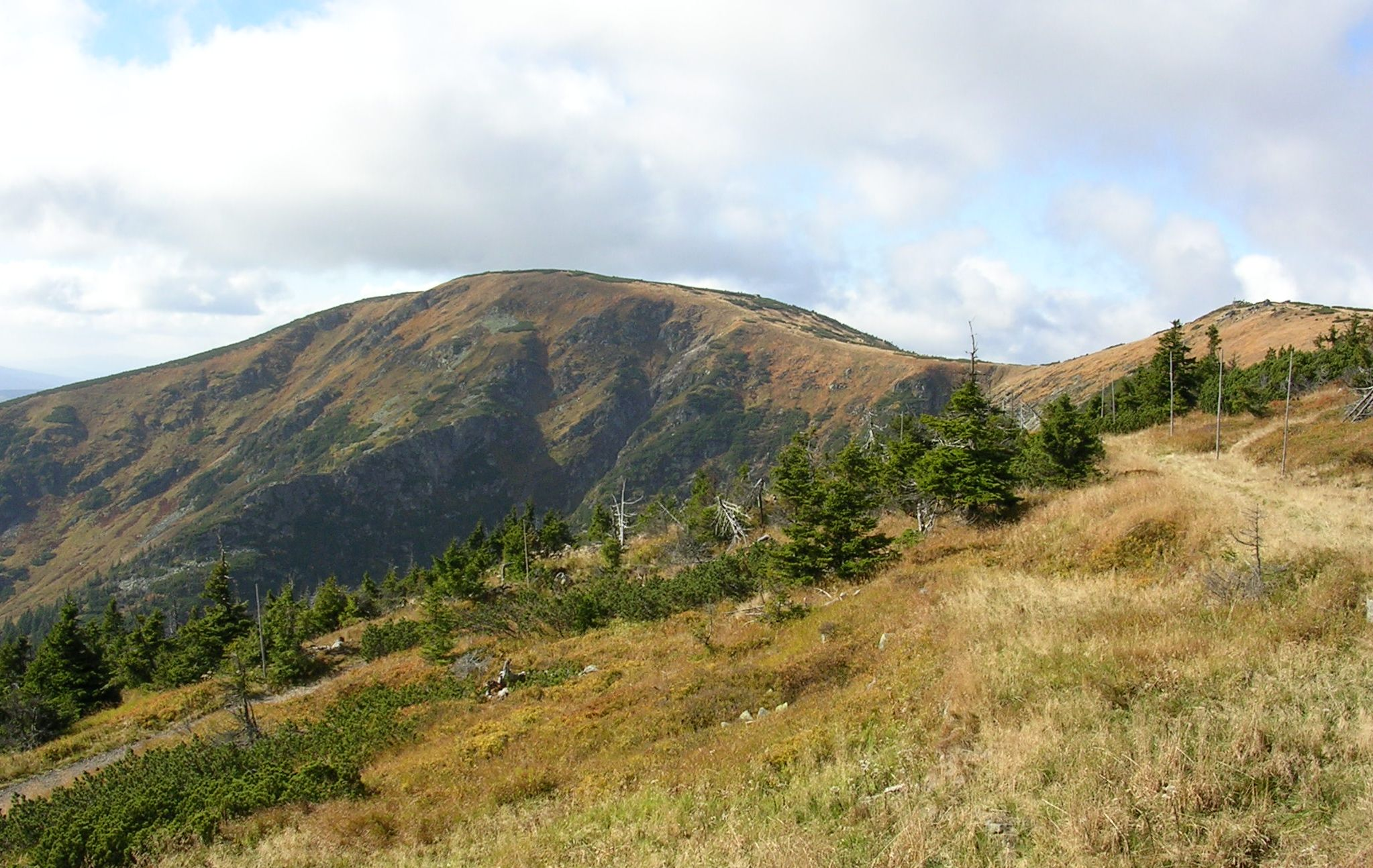
Kotelní jámy, widok od wschodu. Nad nimi Kotel, po prawej Harrachovy kameny

Kotelní jámy (niem. Kessel Gruben) – podwójny kocioł polodowcowy w Sudetach Zachodnich, w czeskiej części pasma Karkonoszy.

## Położenie
Kotelní jámy położone są w zachodniej części Karkonoszy, w masywie Czeskiego Grzbietu. Ściany kotłów podcinają od południowego wschodu masyw Kotla oraz południa Harrachovy kameny.
Obszar ten zbudowany jest z granitu karkonoskiego.

## Charakterystyka
Kotelní jámy składają się z dwóch cyrków lodowcowych – na zachodzie (pod Kotlem) Malá Kotelní jáma, i na wschodzie (pod szczytem Harrachovy kameny) Velká Kotelní jáma. Rozdziela je grzęda – Liščí hřebínek. Strome ściany kotłów mają około 350 m wysokości (ok. 1050–1400 m n.p.m.), przy nachyleniu 35 stopni. Dna kotłów znajdują się na wysokości 1200 m n.p.m. Zarówno dna kotłów, jak i doliny poniżej pokryte są blokami granitu, tworzącymi morenę denną, a poniżej morenę czołową. Najniższe moreny występują na wysokości 840 m n.p.m. Największy zasięg długości lodowca wynosił 2000 m.
Kotelní jámy zostały wymodelowane przez lodowce górskie, które powstały w plejstocenie, prawdopodobnie w czasie ostatniego zlodowacenia (bałtyckiego).

## Wody
Z Kotelních jám wypływa Kotelský potok, prawy dopływ Jizerki. Ponadto pozostałością po lodowcu jest jedyne jezioro pochodzenia polodowcowego na obszarze czeskich Karkonoszy - Mechové jezírko.

## Flora i fauna
W otoczeniu kotła panuje specyficzny mikroklimat typu subpolarnego, w wyniku czego wykształcił się zespół roślinności alpejskiej i arktycznej, a w pobliżu potoków spotykany jest szereg rzadkich gatunków roślin i zwierząt, którym odpowiada duża wilgotność tego środowiska. Występuje tu sasanka alpejska, modrzyk górski, goździk pyszny, lilia złotogłów, zawilec narcyzowaty, skalnica. Wśród zwierząt występują tu głównie ptaki i ślimaki.

## Ochrona przyrody
Kotelní jámy znajdują się na obszarze czeskiego Karkonoskiego Parku Narodowego (Krkonošský národní park, KRNAP). Dla większej ochrony w 1952 roku utworzono rezerwat przyrody (státní přírodní rezervace) o pow. 10 101 ha, obejmujący również źródło Łaby i przyległe łąki górskie.

## Turystyka
Dnem kotłów przechodzi  zielony szlak turystyczny prowadzący z miejscowości Horní Mísečky do schroniska Dvoračky. Jest on zamykany zimą ze względu na niebezpieczeństwo lawin.
Od góry można oglądać Kotelní jámy z   czerwonego szlaku wiodącego z miejscowości Horní Mísečky do schroniska Dvoračky przez Harrachovy kameny.